# Posąg Neptuna w Helu
Posąg Neptuna w Helu – pomnik boga Neptuna na Bulwarze Nadmorskim w Helu, kopia rzeźby z Fontanny Neptuna w Bolonii.

## Opis

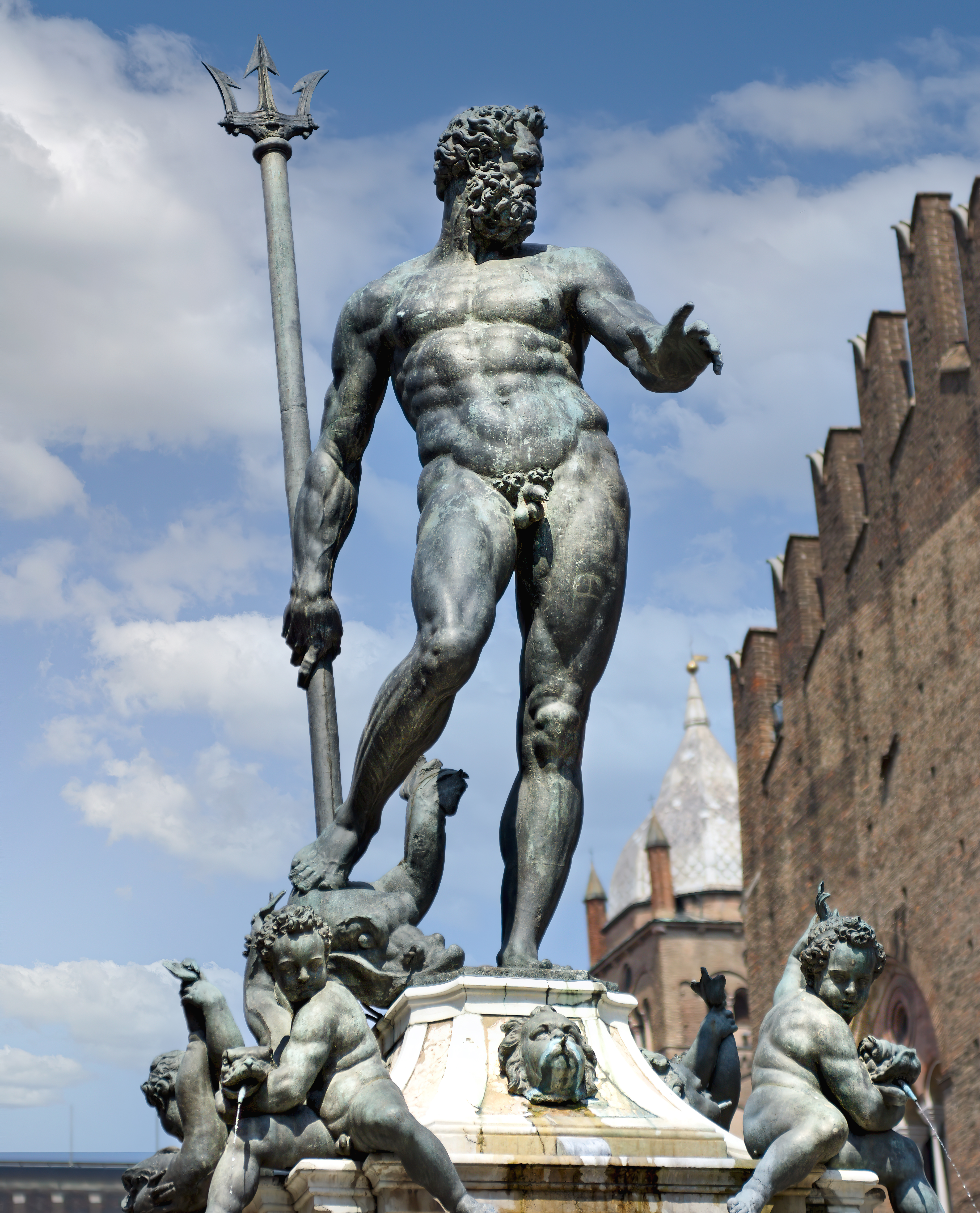
Posąg Neptuna z fontanny w Bolonii

Rzeźba jest kopią brązowej postaci boga Neptuna autorstwa Jeana de Boulogne z Douai, która stanowi element fontanny stojącej we włoskiej Bolonii. Oryginalna rzeźba i fontanna powstały w 1564 r. z inicjatywy kardynała Karola Boromeusza, który chciał uczcić w ten sposób początek rządów nowego papieża Piusa IV. Kształt trójzębu oryginalnej rzeźby stał się inspiracją dla logo marki samochodów Maserati.
Posąg w Helu stworzył rzeźbiarz samouk, Tadeusz Biniewicz, wykonując go z białego granitu Blanco Salinas, importowanego z Portugalii. Jest to pierwsza wersja tej rzeźby wykonana w kamieniu oraz największa kamienna rzeźba boga Neptuna na świecie. Figura Neptuna ma 3,4 m wysokości, a cały pomnik – licząc od podstawy cokołu do szczytu trójzębu w ręku Neptuna – 5,5 m wysokości. Rzeźba ma masę około 2,3 tony. Na cokole z tego samego granitu, o masie 8 ton i 1,5 m wysokości, znajdują się tablice pamiątkowe.

## Historia
Prace nad rzeźbą trwały dwa lata i zakończyły się 15 grudnia 2018 r. Początkowo rzeźba miała stać w Płocku, na działce należącej do Arkadiusza Żółtowskiego, ale opór władz miasta spowodował, że fundator zdecydował się ustawić ją w innym mieście, myślał m.in. o wywiezieniu jej do Australii, w której mieszkał przez pewien czas. 
Ostatecznie posąg podarował miastu Hel, kiedy w lipcu 2019 r. odwiedził je jako turysta. Inicjatywa spotkała się z poparciem władz miasta, które również przewidywały wzniesienie posągu Neptuna. 24 sierpnia 2019 r. rzeźba została przetransportowana do Helu i stanęła na przeznaczonym jej miejscu 14 maja 2020 r.
Uroczyste odsłonięcie rzeźby zaplanowano na 27 czerwca 2020 r., a gościem mieli być ambasador Włoch w Polsce Aldo Amati i burmistrz Bolonii Virginio Merola, jednak ze względu na pandemię koronawirusa, uroczystość została przesunięta bez podania nowego terminu. 
W nocy 3 sierpnia 2020 r. turysta z Warszawy urwał posągowi przyrodzenie, a powstałe straty wyceniono na 30 tys. zł. Oderwany fragment udało się odzyskać, gdyż sprawca pozostawił zniszczony fragment pomnika. Urząd Miasta zapowiedział przeprowadzenie naprawy, którą zrealizowano już następnego dnia.